# 雙峰分布

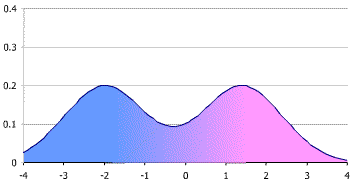

雙峰分佈（英語：bimodal distribution）又称双眾數分佈，在分配數列中的特徵為兩個分數附近集中着較多的次數，次數分布曲線有兩個隆起的峰。。
在描述某個變量的分布時，兩個高頻率區被一個低頻率區隔開的分布稱雙峰分佈

## 其他定義
在統計學中，雙峰分佈被表述為“分布曲線恰好有兩個極大值的連續型概率分佈。”
在心理學中，雙峰分佈被表述為“一組觀察數值中出現兩個眾數的數據分佈。”

## 延伸阅读
- 眾數